# Algebra
Az algebra a matematika egyik ága, a matematikai műveletek általános tudománya. A „művelet” fogalma a matematika minden ágában alapvető szerepet játszik, de magát a művelet általános fogalmát, és annak fajtáit (tekintet nélkül konkrét alkalmazásukra) az algebra vizsgálja. Az algebra jellemzően struktúrákkal foglalkozik, amelyek olyan halmazok, amelyek elemei között hasonló műveleti tulajdonságokkal rendelkező műveleteket definiálnak.
A geometriához, analízishez, kombinatorikához és számelmélethez hasonlóan az algebra egyike a matematika főbb területeinek. Az elemi algebra gyakran része a középiskolai oktatásnak, olyan alapfogalmakat vezetve be, mint az összeadás és szorzás tulajdonságai, a változó fogalma, polinom definíciója, faktorizálása és gyökeinek meghatározása.
Ugyanakkor az algebra sokkal nagyobb, általánosabb terület, mint az elemi algebra. Nemcsak közvetlenül számokkal dolgozik, hanem szimbólumokkal, változókkal és halmazok elemeivel. Az algebrában az összeadás és szorzás általános műveletként kezelhető és így olyan érdekes struktúrákra terjeszthetők ki, mint a csoport, gyűrű és test.
A tudományterület neve Muhammad ibn Músza l-Hvárizmi perzsa matematikus, asztronómus, asztrológus és geográfus Kitáb al-Dzsabr va l-Mukábala (dzsabr: összeilleszkedés, újraegyesítés) című értekezésének címéből származik, amely lineáris és kvadratikus egyenletek matematikai megoldását is leírta szimbolikus műveletek segítségével.
A magyar nyelv értelmező szótárának 1959–1962-es kiadása betűszámtan néven is ismeri. Ez az algebra szűkebb, elemi értelmezésére utal, azonban, mint látható az algebra jóval több a betűkkel végzett számtani műveleteknél.

## Témái
Az algebra durván a következő részterületekre osztható:
- Az elemi algebra a valós és komplex számokon értelmezett műveleteket vizsgálja konstansok és változók segítségével, valamint ezek szerepét matematikai kifejezésekben és egyenletekben.
- Az absztrakt algebrában olyan fogalmak kerülnek axiomatikus definiálásra, mint a csoport, gyűrű és test. Néha modern algebrának is nevezik.
- A lineáris algebra foglalkozik a vektorterekkel, azok tulajdonságaival. Ide tartozik a mátrixok, lineáris leképezések vizsgálata is.
- Az univerzális algebra az absztrakt algebra kibővítése, az algebrai leképezések, struktúrák invariánsait vizsgálja.
- Az algebrai számelmélet a számelméleti fogalmakat vizsgálja az algebrában, míg az algebrai geometria és az algebrai kombinatorika hasonlóképpen a geometria és kombinatorika algebrai vonatkozásait tartalmazza.

## Története
Az algebra eredete egészen az ókori babiloniaiakig vezethető vissza, akik kifejlesztettek és használtak egy algebrai módszereken alapuló aritmetikai rendszert. Ennek a segítségével olyan problémákat oldottak meg már 4000 éve, amiket ma általában lineáris vagy kvadratikus egyenletekkel szoktak kezelni. A következő 2000 évben kínai, indiai és görög matematikusok legfőképpen lineáris, másod-, harmad- és negyedfokú és többismeretlenes egyenletek, lineáris egyenletrendszerek, diofantoszi egyenletek gyökeinek, megoldásainak meghatározásában tettek lépéseket és dolgoztak ki módszereket, megoldásokat. Habár e módszerek jelentős része még geometriai szemléletű volt, felbukkantak absztraktabb megközelítések is.

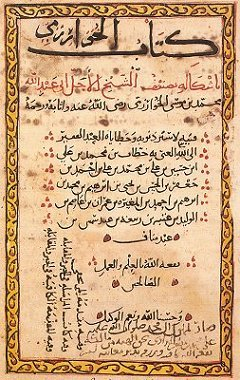
A Rövidítés és törlés tudománya egy oldala

Brahmagupta indiai matematikus elsőként alkalmazott általános módszert az első- és másodfokú egyenletek megoldására és Apastambával együtt képes volt diofantoszi egyenletek kezelésére is. Eredményeiket a Sulba Sutrákban írták le, melyek a hindu szent könyveknek, a védáknak voltak a matematikával foglalkozó függelékei. Jelentős irat még a  Bakhshali kézirat, mely már alfabetikus jeleket és képleteket használ többek között ötismeretlenes lineáris egyenletek megoldására és már harmad- és negyedfokú egyenletekkel is foglalkozik. Szintén foglalkozik algebrai egyenletekkel a kínai  Jiuzhang suanshu (A matematika művészetének kilenc fejezete), első- és másodfokú egyenletek geometriai megoldásait tartalmazza és lineáris egyenletrendszerekre olyan megoldási módot ad ami megfelel a mai mátrixoknak.
Euklidesz görög matematikus Elemek című könyvének második kötetében foglalkozik másod- és harmadfokú egyenletekkel és geometriai módon oldja meg az előbbieket. 150 körül az alexandriai Hérón foglalkozik három köteten át algebrai egyenletekkel, majd 200-ban az algebra atyjának tartott Diophantosz, szintén egyiptomban élő matematikus, megírja Arithmetica című könyvét, melyben számelméleti problémákkal és algebrai egyenletekkel foglalkozik, habár Brahmaguptával ellentétben az ő megoldásai nem általánosak, inkább ad hoc jellegűek.
A következő ezer évben jobbára csak Európán kívül foglalkoztak érdemben matematikával. Híresek a korabeli perzsa, kínai és indiai matematikusok. Maga az algebra szó az arab eredetű "al-jabr" szóból származik, mely Muhammad ibn Músza l-Hvárizmi perzsa matematikus Kitab al-Jabr wa-l-Muqabala (ejtsd: "Hisab al-dzsabr walmukabala" ,szó szerint "A rövidítés és törlés tudománya") című, 820-ban írt értekezésének címében található. Az "al-jabr" szó újraegyesülést jelent, a változók redukálására vonatkozik. A hagyomány Diophantoszt tartja az algebra atyjának, bár jelenleg vita tárgya, hogy ez a cím nem al-Hvárizmit illeti-e. Az al-Hvárizmit támogatói rámutatnak arra a tényre, miszerint redukciós módszereit ma is használják és a könyvében található bizonyítás a kvadratikus egyenletek megoldására részletes és kimerítő. A Diophantoszt támogatók ezzel szemben azt hangsúlyozzák, hogy al-Hvárizmi könyve lényegében elemibb algebrát tartalmaz mint Diophantosz Aritmetikája, és érvelése is inkább retorikai. Egy másik perzsa matematikus, Omar Hajjám már algebrai geometriával foglalkozott és megtalálta a harmadfokú egyenlet általános geometriai megoldását. Mahávíra, Bhaskara indiai és Zhu Shijie kínai matematikusok ekkor már foglalkoztak harmad-, negyed-, ötöd-, és magasabbfokú egyenletek különböző eseteinek megoldásával is. Abu l-Haszan ibn Ali l-Kalaszádi arab matematikus 1450-ben megteszi az első lépéseket az algebrai szimbólumok használata felé.

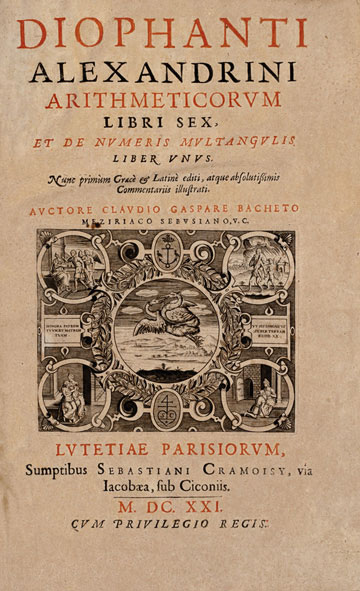
Diophantosz Aritmeticájának első oldala, latinra fordította: Claude Gaspard Bachet de Méziriac.

Ekkor már Leonardo Fibonacci Pisában megírta Liber Acci című művét, majd 1535-ben Tartaglia és más olasz matematikus egymástól függetlenül is képesek az általános harmadfokú egyenlet megoldására. Ettől kezdve a fejlődés felgyorsul, Cardano 1545-ben kiadja az Ars magna-t ("Magas művészet"), mely már tartalmazza a negyedfokú egyenlet általános megoldását is. Ezt fejleszti tovább 1572-ig Rafael Bombelli, amikor megfogalmazza a komplex gyök fogalmát.
Az algebrai szimbolizmus is fejlődésnek indul. 1591-ben François Viète mássalhangzókat és magánhangzókat használ változók és konstansok jelölésére, majd 1631-ben Thomas Harriot használja először a kitevőt és a "kisebb vagy egyenlő" illetve "nagyobb vagy egyenlő" jeleket.
A determináns fogalmát először Kowa Seki japán matematikus alkotta meg a 17. században, majd tíz évvel később Gottfried Leibnitz már használta is őket lineáris egyenletrendszerek megoldására mátrixok segítségével. Gabriel Cramer Introduction to the analysis of algebraic curves  ("Bevezetés az algebrai görbék analízisébe") című értekezésében megfogalmazza a Cramer-szabályt és mátrixokat, algebrai görbéket és determinánsokat használ, vizsgál.
Végül 1832-ben Évariste Galois munkásságával elkezdődik az absztrakt algebra első fejezete, a Galois-elmélet.
Az absztrakt algebra, amit a 19–20. században dolgoztak ki – kezdeményezői elsősorban az angol, később "algebrai"-nak nevezett iskola matematikusai, de később a franciák vették át a vezető szerepet (Bourbaki-csoport)  az úgynevezett algebrai struktúrák vizsgálatával foglalkozik (az absztrakt algebrában az „algebra” szó jelenthet egy ilyen (absztrakt) algebrai struktúrát is). Az algebrai struktúrák vizsgálata az általános értelemben vett műveletek, illetve műveleti tulajdonságok vizsgálatát jelenti. Itt tehát már nem követeljük meg, mint a klasszikus algebrában, hogy a műveleteket számokon hajtsuk végre, definiálhatunk műveleteket tetszőleges elemeken (például halmazokon, leképezéseken, és így tovább). A legáltalánosabban, illetve legelőször vizsgált műveleti tulajdonságok a klasszikus algebrából már jól ismert műveleti tulajdonságok: a kommutativitás, asszociativitás, disztributivitás stb. voltak.

## Elemi algebra
Elemi algebra az algebra legalapvetőbb alterülete. A számelmélet alapelvein kívül nem szükséges a megértéséhez előzetes matematikai tudás, ezért tanítják igen korán. Számelméletben csak számok és bizonyos aritmetikai műveletek fordulnak elő (mint például az +, -, ×, ÷). Algebrában viszont a számok helyett szimbólumokat használunk (mint a, x, vagy y). Ez azért hasznos, mert:
- Lehetővé teszi a számelméleti törvények általános megfogalmazását (mint a + b = b + a minden a, b-re), ami az első lépés az egész számok tulajdonságainak meghatározása felé.
- Lehetővé teszi az "ismeretlen" számokra való utalást, az egyenletek leírását és annak tanulmányozását, hogyan oldhatók meg. (mondjuk "keressük azt az x-et, amire 3x + 1 = 10").
- Végül lehetővé teszi a függvények megalkotását (mint a "ha x jegyet eladunk, a nyereség 3x - 10 Ft lesz" vagyis f'(x) = 3x - 10, ahol f a függvény és x az a szám amire alkalmazzuk, meghívjuk.)

### Polinomok
A polinomok olyan matematikai kifejezések, amelyek egy vagy több változóból és konstansból állnak továbbá ezek között csak az összeadás, szorzás, kivonás műveleteket használjuk (ahol az ismételt szorzás konstans pozitív egész kitevőjű hatványozással jelölendő). Például a {\displaystyle x^{2}+2x-3} egy x változós polinom.
Az algebra egy fontos problémaköre a polinomok faktorizációja, vagyis egy polinom felbontása más polinomok szorzatára. A fenti polinom például {\displaystyle (x-1)(x+3)} alakba írható.

## Absztrakt algebra
Az absztrakt algebra az elemi algebrában és számelméletben megtalálható fogalmakat általánosítja, olyan struktúrákat vezetve be, melyek lehetővé teszik absztrakt matematikai fogalmak, kifejezések általános kezelését.
Halmazok: Ahelyett hogy különböző típusú számokkal foglalkozna, az absztrakt algebra inkább az általánosabb halmaz fogalmát használja. A halmaz olyan azonos tulajdonságú "objektumok" (elemek) "gyűjteménye, mely tulajdonság a halmazra jellemző. Így az összes azonos típusú szám egy halmazba kerül. A 2×2-es mátrixok halmaza, a másodfokú polinomok halmaza, a kétdimenziós vektorok halmaza több a gyakran használt halmazok közül. Viszont a halmazelmélet a logika és nem az algebra alterülete.
Kétváltozós műveletek: Az összeadás és szorzás általánosítása a kétváltozós művelet fogalma. Ez a fogalom viszont értelmetlen egy halmaz nélkül, amin definiálhatnánk. Ha S halmaz két a és b elemére a*b egy másikat ad meg, akkor a halmazt zártnak nevezzük. Összeadás (+), kivonás (-), szorzás (*) és osztás (÷) mind olyan kétváltozós művelet, ami különböző halmazokon is definiálható, mint például a mátrixok, vektorok, polinomok összeadása és szorzása.
Asszociativitás: Az egész számoknak létezik az a tulajdonsága, hogy tetszőleges csoportokban összeadhatók, például (2+3)+4 = 2+(3+4). Általánosan * művelet asszociativitása (a * b) * c = a * (b * c). Ez a tulajdonság igaz a legtöbb kétváltozós műveletre, de például a kivonásra és osztásra nem.
Egységelem: A nulla és az egy az egységelem triviális példái, előbbi az összeadás, utóbbi a szorzás egységeleme. Általánosan e akkor egységeleme * kétváltozós műveletre, ha a * e = e * a = a. Látható, hogy x + 0 = 0 + x = x és y * 1 = 1 * y = y, de például a pozitív természetes számok halmazán az összeadásnak nincs egységeleme.
Inverz elem: A negatív számok bevezetése teszi lehetővé az inverz fogalmának létrejöttét. Összeadásnál az a inverze a -a, míg szorzásnál az 1/a. Általánosan a−1 akkor inverze a-nak * műveletre, ha a * a−1 = e és a−1 * a = e.
Kommutativitás: Az egészek egy másik tulajdonsága a kommutativitás, hogy tetszőleges sorrendben összeadhatók, és az eredmény nem változik. Általánosan a halmaz elemeire a * b = b * a. Ez a tulajdonság már igen ritka, például jellemző az egészek összeadására és szorzására, de már nem a mátrixok szorzására.

### Csoport
A fenti fogalmak segítségével megalkotható a matematika legfontosabb struktúrái közé tartozó csoport. Egy S halmazt és egy hozzá tartozó '*' kétváltozós műveletet akkor nevezünk csoportnak, ha a következő tulajdonságokkal rendelkeznek:
- Létezik e egységelem úgy, hogy minden a elemére az S halmaznak e * a és a * e = a.
- Minden elemnek van inverze, vagyis S minden a elemére található egy a−1 hogy a * a−1 = a−1 * a = e, ahol e a fenti egységelem.
- A művelet asszociatív, vagyis tetszőleges három elemre (a * b) * c = a * (b * c).

Továbbá ha emellett még a művelet kommutatív is az S halmazon a fenti tulajdonságok mellett (a * b = b * a), akkor a csoportot Abel-csoportnak nevezzünk.
A következő táblázatban néhány példa látható csoportokra és egyéb hasonló algebrai struktúrákra:
| Példák      |                                                 |                                                 |                                           |                                           | | | | |                           |                                                 |
| Halmaz:     | Természetes számok {\displaystyle \mathbb {N} } | Természetes számok {\displaystyle \mathbb {N} } | Egész számok {\displaystyle \mathbb {Z} } | Egész számok {\displaystyle \mathbb {Z} } | Racionális számok {\displaystyle \mathbb {Q} } (hasonlóan a valós {\displaystyle \mathbb {R} } és komplex {\displaystyle \mathbb {C} } számok) | Racionális számok {\displaystyle \mathbb {Q} } (hasonlóan a valós {\displaystyle \mathbb {R} } és komplex {\displaystyle \mathbb {C} } számok) | Racionális számok {\displaystyle \mathbb {Q} } (hasonlóan a valós {\displaystyle \mathbb {R} } és komplex {\displaystyle \mathbb {C} } számok) | Racionális számok {\displaystyle \mathbb {Q} } (hasonlóan a valós {\displaystyle \mathbb {R} } és komplex {\displaystyle \mathbb {C} } számok) | Egészek modulo 3: {0,1,2} | Egészek modulo 3: {0,1,2}                       |
| Művelet     | +                                               | × (0 nélkül)                                    | +                                         | × (0 nélkül)                              | + | − | × (0 nélkül) | ÷ (0 nélkül) | +                         | × (0 nélkül)                                    |
| Zárt        | Igen                                            | Igen                                            | Igen                                      | Igen                                      | Igen | Igen | Igen | Igen | Igen                      | Igen                                            |
| Egységelem  | 0                                               | 1                                               | 0                                         | 1                                         | 0 | - | 1 | - | 0                         | 1                                               |
| Inverz      | -                                               | -                                               | -a                                        | -                                         | -a | - | {\displaystyle {\begin{matrix}{\frac {1}{a}}\end{matrix}}}                                                                                     | - | 0,2,1 (megfelelően)       | -, 1, 2 (megfelelően)                           |
| Asszociatív | Igen                                            | Igen                                            | Igen                                      | Igen                                      | Igen | Nem | Igen | Nem | Igen                      | Igen                                            |
| Kommutatív  | Igen                                            | Igen                                            | Igen                                      | Igen                                      | Igen | Nem | Igen | Nem | Igen                      | Igen                                            |
| Struktúra   | monoid                                          | monoid                                          | Abel-csoport                              | monoid                                    | Abel-csoport | kvázicsoport | Abel-csoport | kvázicsoport | Abel-csoport              | Abel-csoport ({\displaystyle \mathbb {Z} _{2}}) |

A csoportok elméletét a csoportelmélet vizsgálja. Ezen elmélet legnagyobb eredménye a véges egyszerű csoportok osztályzása, mely az összes véges csoportot közel 30 főbb osztályba sorolja. Ezen munka javát 1955 és 1983 között végezték.
A félcsoport, kvázicsoport és monoid a csoporthoz hasonló, de általánosabb struktúra. A fenti feltételek közül bizonyosakat kielégítenek, bizonyosakat nem. A félcsoportnak például nincs feltétlenül egységeleme, de asszociatív, a monoidnak van egységeleme is, de nincs minden elemnek inverze. A kvázicsoportnál van egy olyan egyváltozós művelet amely egy elemet egy másikhoz rendel hozzá, ugyanakkor a monoidhoz tartozó kétváltozós műveletnek nem kell asszociatívnak lennie. Mindegyik előbbi struktúra speciális esete a grupoidnak, mely egyszerűen halmaz kétváltozós művelettel.

### Gyűrű és test
A csoportokkal ellentétben szükséges olyan struktúrák bevezetése, melyeken egyszerre több művelet is értelmezett. Ezek közül a legfontosabb a  gyűrű és a test.
A disztributivitás határozza meg általánosan a két értelmezett művelet viszonyát, sorrendjét. Általánosan  (a + b) × c = a×c+ b×c és c × (a + b) = c×a + c×b jelenti azt hogy * disztributív +-ra nézve.
A  gyűrű két kétváltozós művelettel is rendelkező halmaz, melyek '+' és '*'. Az első művelet (+) szerint a halmaz Abel-csoport, míg a második művelet (*) asszociatív, de nem feltétlenül van egységeleme, illetve inverze. Az additív egységet itt 0-val jelölik, az inverzet -a-val.
A test egy olyan gyűrű, melyen a második művelet szerinti halmaz (a nullát nem számítva) is ábel csoportot alkot. A multiplikatív egységelemet 1-vel jelölik, a multiplikatív inverze a−1.
Az egész számok gyűrűt, míg a racionális, valós és komplex számok testet alkotnak.
További, az ehhez a témakörhöz sorolható algebrai struktúrák közé tartozik még a ferdetest, kommutatív gyűrű és Integritástartomány.